# Stellar (groupe)
Pour les articles homonymes, voir Stellar.
Stellar (coréen: 스텔라, stylisé STELLAR) est un girl group sud-coréen formé en 2011 par Top Class Entertainment. Le groupe a attiré l'attention avant ses débuts pour avoir été produit par le membre de Shinhwa, Eric. Après la sortie de leur premier single « Rocket Girl », Leeseul et JoA quittent le groupe et sont remplacées par Hyoeun et Minhee. Le 18 mai 2017, l'agence du groupe a annoncé officiellement l'ajout d'un nouveau membre: Im So-young. Le 23 août 2017, Gayoung et Jeonyul annoncent quitter le groupe définitivement en ne renouvelant pas leur contrat. Mais le 24 août, l'agence annonce une nouvelle membre pour réformer un groupe à quatre, Youngheun.

## Carrière

### 2011-2014: Formation, débuts et Marionette

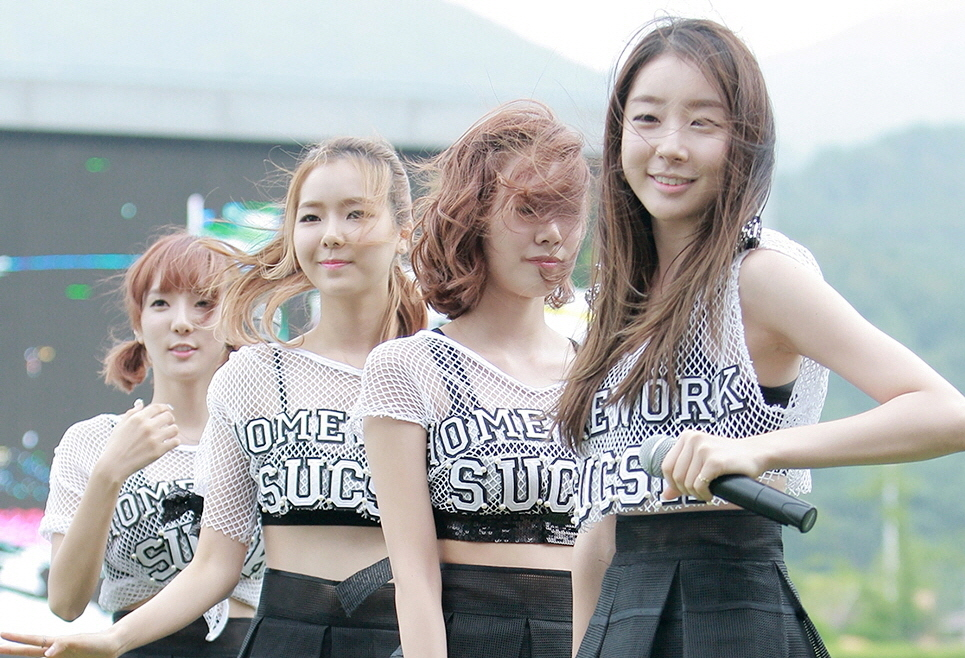
Stellar en 2013

La formation de Stellar a débuté dès 2010, lorsque Top Class Entertainment a signalé que Kim Gayoung avait signé un contrat exclusif avec la société et rejoindrait un groupe de cinq membres. Gayoung a attiré l'attention pour son apparition durant un épisode de 1 Night 2 Days ainsi dans la série dramatique Poseidon aux côtés du PDG de Top Class Entertainment et du membre des Shinhwa, Eric Mun. La série a été diffusée sur SBS jusqu'à ce que la production s'arrête à la suite du bombardement de Yeonpyeong en novembre 2010. Gayoung a ensuite rejoint le drame de 2011 Spy Myung-wol avec Mun.
Stellar fait ses débuts officiels le 28 août 2011 avec le single digital Rocket Girl. Le 26 janvier 2012, il est annoncé que Lee Seul et JoA allaient quitter le groupe et seraient remplacées par Minhee et Hyoeun, pour leur retour avec UFO. Le 11 juillet 2013, Stellar sort son troisième single digital, "Study".
Le 12 février 2014, Stellar sort son premier mini-album, Marionette. Le groupe a reçu des critiques pour leur tactiques de marketing très osées, à savoir des vêtements révélateurs et des danses plus que sexy,. Le MV a d'ailleurs été interdit aux mineurs. Malgré la controverse, "Marionette" devient leur single le mieux classé, se plaçant 35e de Gaon et 34e du Billboard K-Pop Hot 100 chart. Le 21 août 2014, Stellar sort le single digital "Mask".

### 2015-2016: Singles, Sting, premier concert solo etCry
Le 9 mars 2015, Stellar fait son retour avec le single digital Fool accompagné de son MV. Le clip montre les membres réagissant aux commentaires négatifs de leurs anciens retours.
Le 20 juillet, elles font un autre retour avec Vibrato, dont le MV est interdit aux mineurs. Le groupe a répondu à la critique de leurs performances révélatrices avec l'explication que la vidéo musicale sexy de "Vibrato" était simplement une expression de l'identité unique du groupe.
Le 8 janvier 2016, le retour du groupe est annoncé via diverses photos qui ont été mises en ligne sur leur page Facebook officielle. Ainsi le 18 janvier, les Stellar font leur retour avec leur second mini-album baptisé Sting. Cet opus est promu par un titre-phare du même nom, et est décrit comme étant une piste uptempo avec des airs de tropical house, le MV de "Sting" a été posté dans son intégralité.
Stellar a annoncé le 1er avril qu'elle organiseraient leur premier concert solo, depuis leurs débuts, le 22 avril 2016 au Yes24 MUVHALL de Séoul. Le concert a été diffusé en direct sur différents sites tels que Allreh TV, Allreh TV mobile et Goliveconcert.com.
Le 18 juillet, les Stellar sont de retour avec le single Cry et le clip de Crying pour l'été. Ce projet a également été pris en charge, en partie, par un projet crowdfunding Makestar qui a recueilli 53 593 $ (532 % de son objectif initial).

### 2017-présent: Nouvelle membre Soyoung & Stellar into the world
Stellar terminé 2016 en lançant un troisième événement de collecte de fonds sur Makestar afin d'appuier leur 3e mini-album, le 26 décembre. Au moment où le projet s'est terminé, il avait atteint 1132 % de l'objectif initial, ce qui fait de Stellar le premier groupe sur Makestar a atteindre plus de 1000%. Le 26 mars 2017, Stellar a été le premier girl group coréen à organiser un concert solo au Brésil, performant pour une foule épuisée de près de 1 000 personnes.
Le 17 mai, il a été signalé que leur nouveau mini-album devait être publié à la fin juin. Il a également été révélé qu'un nouveau membre pourrait éventuellement se joindre au groupe,. Le 18 mai, The Entertainment Pascal a confirmé l'ajout d'un nouveau membre, So-young, via le projet Makestar de Stellar. Le 20 juin, The Entertainment Pascal a annoncé que le 3e mini-album du groupe devait être diffusé le 27 juin et a été intitulé Stellar into the world.
Le 31 août, le contrat de Gayoung et Jeonyul prend fin. Les deux membres décident de pas renouveler leur contrat après six ans avec le groupe, elles écrivent une lettre pour leur fans les twinkles pour leur donner des explications, l'agence annonce sur Twitter et Facebook l'arrivée d'un nouveau membre. Après cette annonce les deux membres du groupe Minhee et Hyoeun postent leur incompréhension pour l'arrivée d'un nouveau membre : les membres de Stellar ne savaient pas qu'elles auraient une nouvelle partenaire.
Le 22 février 2018, Gayoung a tweeté « Les personnes jouant avec les émotions des autres sont les pires ! » confirmé par un tweet d'Hyoeun. De nombreux fans en ont déduit que les membres du groupe exprimaient leur insatisfaction vis-à-vis de YG Entertainement.
Le 26 février, fut révélé à la presse que Minhee et Hyoeun n'avaient pas renouvelé leur contrat, mettant fin au groupe. Minhee donna par la suite une interview expliquant qu'il n'y avait aucun problème entre les membres du groupe. Elle a aussi expliqué que Jeonyul et Gayoung pensaient se tourner vers le cinéma, tandis qu'elle et Hyoeun n'avaient pas encore décidé.

## Anciennes membres
| Nom de scène | Nom de scène | Nom de naissance | Nom de naissance | Date de naissance | Nationalité  |
| Romanisé     | Coréen       | Romanisé         | Coréen           | Date de naissance | Nationalité  |
| ------------ | ------------ | ---------------- | ---------------- | ----------------- | ------------ |
| Leeseul      | 이슬         | Kim Lee-seul     | 김이슬           | 14 juin 1990      | Sud-coréenne |
| JoA          | 조아         | Cho Young-Jin    | 짐영즐           | 15 août 1991      | Sud-coréenne |
| Gayoung      | 가영         | Kim Gayoung      | 김가영           | 2 décembre 1991   | Sud-coréenne |
| Minhee       | 민희         | Joo Min-hee      | 주민희           | 3 janvier 1993    | Sud-coréenne |
| Hyoeun       | 효은         | Lee Hyo-eun      | 이효은           | 16 mars 1993      | Sud-coréenne |
| Soyoung      | 소영         | Im Soyoung       | 임소영           | 9 septembre 1993  | Sud-coréenne |
| Jeonyeoul    | 전율         | Jeon Yoo-Ri      | 전유리           | 20 mars 1994      | Sud-coréenne |
| Youngheun    | 영흔         | Go Young Heun    | 고영 흔          | 20 novembre 1994  | Sud-coréenne |

## Discographie

### Mini-albums (EPs)
| Titre                                                                              | Détails de l'album | Meilleures positions | Ventes                 |
| Titre                                                                              | Détails de l'album | COR,                 | Ventes                 |
| ---------------------------------------------------------------------------------- | --- | -------------------- | ---------------------- |
| Marionette                                                                         | - Date de sortie : 12 février 2014 - Labels : Top Class Entertainment, CJ E&M - Formats : CD, téléchargement numérique           | 19                   | - COR : plus de 2 433  |
| Sting                                                                              | - Date de sortie : 18 janvier 2016 - Labels : The Entertainment Pascal, Universal Music - Formats : CD, téléchargement numérique | 13                   | - COR : plus de 3 618, |
| Stellar into the World                                                             | - Date de sortie : 27 juin 2017 - Labels : The Entertainment Pascal, Genie Music - Formats : CD, téléchargement numérique        | 13                   | - COR : plus de 2 794  |
| "—" signifie que l'album ne s'est pas classé ou n'est pas sorti dans cette région. | |                      |                        |

### Singles
| Titre                                                                                 | Année | Meilleures position | Ventes                                             | Album                  |
| Titre                                                                                 | Année | COR,                | Ventes                                             | Album                  |
| ------------------------------------------------------------------------------------- | ----- | ------------------- | -------------------------------------------------- | ---------------------- |
| Rocket Girl                                                                           | 2011  | 143                 | - COR : plus de 42 468,                            | Non issu d'un album    |
| UFO                                                                                   | 2012  | 188                 | - COR : plus de 24 145,                            | Non issu d'un album    |
| Study                                                                                 | 2013  | 90                  | - COR : plus de 38 606                             | Marionette             |
| Marionette                                                                            | 2014  | 35                  | - COR : plus de 153 557,                           | Marionette             |
| Mask                                                                                  | 2014  | 147                 | - COR : plus de 20 862                             | Non issu d'un album    |
| Fool                                                                                  | 2015  | 132                 | - COR : plus de 17 875                             | Non issu d'un album    |
| Vibrato                                                                               | 2015  | 97                  | - COR : plus de 28 222,                            | Sting                  |
| Sting                                                                                 | 2016  | 90                  | - COR : plus de 37 271,                            | Sting                  |
| Crying                                                                                | 2016  | 116                 | - COR : plus de 17 200, - COR (CD) : plus de 1 778 | CRY                    |
| Archangels of the Sephiroth                                                           | 2017  | -                   | - COR : -                                          | Stellar Into the World |
| "—" signifie que le morceau ne s'est pas classé ou n'est pas sorti dans cette région. |       |                     |                                                    |                        |

### Bande originale
| Année | Titre        | Meilleures position | Album                    |
| Année | Titre        | COR                 | Album                    |
| ----- | ------------ | ------------------- | ------------------------ |
| 2011  | Loving U     | 194                 | Spy Myung-wol OST Part.5 |
| 2015  | My, Love You | —                   | All is Well OST          |

## Filmographie

### Shows TV
| Année | Titre                                | Chaîne      | Membre(s)         | Note(s)                              |
| ----- | ------------------------------------ | ----------- | ----------------- | ------------------------------------ |
| 2010  | 1 Night 2 Days                       | KBS2        | Ga-young          | Invitée (Pré-debut)                  |
| 2011  | Yeonyega Junggye                     | KBS2        | Ga-young          | Invitée                              |
| 2012  | Idol Manager                         | MBC Every 1 | Jun-yool          | Rôle principal                       |
| 2013  | Shinhwa Broadcast                    | JTBC        | Ga-young, Hyo-eun | Invitées                             |
| 2013  | Hidden Singer                        | JTBC        | Ga-young, Hyo-eun | Caméo                                |
| 2013  | Beatles Code                         | Mnet        | Hyo-eun           | Invitée                              |
| 2013  | Hello Counselor                      | KBS2        | Jun-yool          | Invitée                              |
| 2013  | Millionaire Game: My Turn            | TvN         | Hyo-eun           | Concurrente                          |
| 2014  | Yeokjisaji Talk Show - The Spokesman | KBS2        | Ga-young          | Invitée                              |
| 2015  | Her Secret Weapon                    | MBC Every 1 | Min-hee           | Concurrente (éliminée à l'épisode 5) |
| 2015  | Car Talk Show X                      | Channel A   | Ga-young, Hyo-eun | Invitées (Épisode 16)                |
| 2015  | Human Documentary: People are Good   | MBC         | Toutes            | Invitées (Saison 2, Épisode 136)     |
| 2015  | 1 vs. 100                            | KBS2        | Hyo-eun, Jun-yool | Concurrentes                         |
| 2016  | Vitamin                              | KBS         | Toutes            | Invitées                             |

### Dramas
| Année | Titre                    | Chaîne | Membre(s) | Rôle(s)       | Note(s)           |
| ----- | ------------------------ | ------ | --------- | ------------- | ----------------- |
| 2011  | Spy Myung-wol            | KBS2   | Ga-young  | Joo Kyung-joo | Pré-debut,        |
| 2014  | Dr. Frost                | OCN    | Ga-young  | Da-rae        | [ 73 ]            |
| 2015  | Who Are You: School 2015 | KBS    | Ga-young  | Elle-même     | Caméo (Épisode 6) |